# The Decision (film 1915)
The Decision è un cortometraggio muto del 1915 diretto da Henry Otto.

## Produzione
Il film fu prodotto dall'American Film Manufacturing Company.

## Distribuzione
Distribuito dalla Mutual Film, il film - un cortometraggio in due bobine - uscì nelle sale cinematografiche USA il 22 febbraio 1915.